# Channahalli, Alur
Channahalli là một làng thuộc tehsil Alur, huyện Hassan, bang Karnataka, Ấn Độ.